# Agostinho Cá
Odiquir Agostinho Cá (* 24. Juli 1993 in Bissau) ist ein aus Guinea-Bissau stammender portugiesischer Fußballspieler.

## Karriere

### Klubs
Cá wechselte 2009 innerhalb Portugals von Associação Desportiva de Oeiras zur Jugendabteilung Sporting Lissabons. Mit Lissabon erreichte er 2011/12 das Viertelfinale der NextGen Series 2011/12. Nach drei Jahren beim portugiesischen Hauptstadtklub schloss er sich 2012, gemeinsam mit seinem Landsmann Edgar Ié, dem FC Barcelona B an. Am 31. Oktober 2012 feierte Cá sein Profidebüt für die B-Mannschaft des FC Barcelona. Beim 4:1-Auswärtssieg gegen SD Huesca kam er zwei Minuten vor Spielende für Javier Espinosa in die Partie. Ende Januar 2014 wurde Cá bis zum Ende der Saison an den Ligakonkurrent FC Girona ausgeliehen. Zur Saison 2015/16 wechselte er dann auf Leihbasis zu Lleida Esportiu. Danach verließ er Barcelona komplett und war eine Zeit lang vereinslos. Im April 2017 ging es für ihn dann nach Litauen zum FC Stumbras in Kaunas. Dort sollte er aber auch nur bis zum August desselben Jahres bleiben, wonach es ihn dann wieder zurück nach Portugal, diesmal zum CD Cova de Piedade brachte. Dort kam er noch auf zwei Einsätze wurde dann im November 2018 aber auch wieder vereinslos.

### Nationalmannschaft
Cá verzeichnet Einsätze für die portugiesischen U-17- und U-19-Auswahlmannschaften. So bestritt er 2012 drei Spiele während der Qualifikation für die U-19-EM in Estland und gehörte dem Auswahlkader für jene EM an. Bei diesem Turnier scheiterte er mit seinem Team nach drei Spielen in der Gruppenphase.